# Arif İsayev
Arif İsayev (Baku, 28 luglio 1985) è un ex calciatore azero, di ruolo attaccante.

## Carriera

### Club
Ha giocato nella massima serie del proprio paese con varie squadre e nella seconda serie del campionato turco con il Denizlispor.

### Nazionale
Debutta nel 2011 con la nazionale azera.